# Гејус ван дер Мелен
Агеаус Јме „Гејус“ ван дер Мелен (Амстердам, 23. јануар 1903 — Харлем, 10. јул 1972) био је холандски фудбалски голман. Један од најпопуларнијих холандских спортиста 1920-1930-их, пао је у немилост касних 1940-их због сарадње са нацистичком Немачком.

## Биографија
Ван дер Мелен је одиграо 54 утакмице за фудбалску репрезентацију Холандије, што је био холандски рекорд за голмане од 3. марта 1928. (када је изједначио укупан број Јуст Гебела) до 21. јуна 1990. (када је његов укупан број надмашио Ханс ван Брекелен). Дебитовао је 27. априла 1924. против Белгије. Играо је на Светском првенству у фудбалу 1934, где је Холандија елиминисана у првом колу против Швајцарске. Учествовао је и на две Олимпијске игре, 1924. и 1928. године. Био је клупски играч ХФЦ-а из Харлема, најстаријег клуба у Холандији.